# Pimpinella nyingchiensis
Pimpinella nyingchiensis là một loài thực vật có hoa trong họ Hoa tán. Loài này được Z.H. Pan & K. Yao miêu tả khoa học đầu tiên năm 1992.